# 和歌山県第2区
和歌山県第2区（わかやまけんだい2く）は、日本の衆議院議員総選挙における選挙区。1994年（平成6年）の公職選挙法改正で設置。

## 区域

### 現在の区域
2022年（令和4年）公職選挙法改正以降の区域は以下のとおりである。3区の廃止により旧3区の全域が本区に編入された一方、岩出市と紀の川市は1区へ移入したため（すなわち旧2区が分割され、岩出市と紀の川市以外の旧2区の市町村と旧3区で新2区が構成されるようになった）、和歌山県全体の凡そ9割を占める広大な選挙区となった。
- 海南市
- 橋本市
- 有田市
- 御坊市
- 田辺市
- 新宮市
- 海草郡
- 伊都郡
- 有田郡
- 日高郡
- 西牟婁郡
- 東牟婁郡

### 2013年から2022年までの区域
2013年（平成25年）公職選挙法改正から2022年の小選挙区改定までの区域は以下のとおりである。2013年の区割変更により、有田市は3区から2区に編入された。（※旧区域2）
- 海南市
- 橋本市
- 有田市
- 紀の川市
- 岩出市
- 海草郡
- 伊都郡

### 2013年以前の区域
1994年（平成6年）公職選挙法改正から2013年の小選挙区改定までの区域は以下のとおりである。（※旧区域1）
- 海南市
- 橋本市
- 海草郡
- 那賀郡
- 伊都郡

## 歴史

### 旧区域
小選挙区制の開始時には旧那賀郡粉河町（現・紀の川市）を地盤とする岸本光造が2回連続で当選し、二階俊博、野田実ら保守分裂の争いが続いた和歌山3区とは異なる安定した保守王国であった。
しかし、2002年に岸本光造が死去。遺族や後援会が息子の岸本健の擁立を求めたのに対し、自民党和歌山県連は岸本健の擁立に難色を示し、海南市長であった石田真敏の擁立を目指した。公認争いの末、石田が自民党公認を獲得し、与党統一候補として立候補した一方、公認争いに敗れた岸本は民主党、自由党、無所属の会の推薦を受けて無所属で立候補し、自民党議員であった父親の弔い合戦を野党3党の支援で行うことになった。結果は石田が勝利し、以後の選挙でも小選挙区で勝利している。
岸本はその後、民主党入りし、2003年の選挙で比例復活当選するが2005年の選挙で落選。直後に民主党を離党し、2007年の和歌山県議選に出馬し、当選した。
2009年の選挙では民主党への強い追い風に乗り阪口直人が石田を破って初当選した。
2012年の選挙では再び石田が議席を奪還した。阪口は日本維新の会へ鞍替えし比例復活で当選。
2014年の選挙では石田が再選。阪口は比例復活もならず落選した。
2017年の選挙では阪口が岐阜3区に国替えし、石田相手に新人3名が挑むも石田が3選し、2021年の選挙も同様に石田が新人3名相手に圧勝して4選となった。

### 新区域
区割り変更により2024年の選挙から和歌山県は3選挙区から2選挙区に削減となり、旧2区が分割され、岩出市と紀の川市以外の旧2区の市町村と旧3区で新2区が構成されるようになった。
石田は比例近畿ブロックに回り、旧3区選出の二階俊博の三男である二階伸康が地盤を継ぎ出馬したが、政治資金問題により自民党を離党した参議院和歌山県選挙区選出の世耕弘成が無所属で出馬して保守分裂選挙となり、結果は世耕が勝利して伸康は比例復活すら出来ず落選した。

## 小選挙区選出議員
| 選挙名                   | 年     | 当選者   | 党派       | 備考                    | 備考    |
| ------------------------ | ------ | -------- | ---------- | ----------------------- | ------- |
| 第41回衆議院議員総選挙   | 1996年 | 岸本光造 | 自由民主党 |                         | 旧区域1 |
| 第42回衆議院議員総選挙   | 2000年 | 岸本光造 | 自由民主党 |                         | 旧区域1 |
| 第42回衆議院議員補欠選挙 | 2002年 | 石田真敏 | 自由民主党 | ※岸本光造の死去に伴う。 | 旧区域1 |
| 第43回衆議院議員総選挙   | 2003年 | 石田真敏 | 自由民主党 |                         | 旧区域1 |
| 第44回衆議院議員総選挙   | 2005年 | 石田真敏 | 自由民主党 |                         | 旧区域1 |
| 第45回衆議院議員総選挙   | 2009年 | 阪口直人 | 民主党     |                         | 旧区域1 |
| 第46回衆議院議員総選挙   | 2012年 | 石田真敏 | 自由民主党 |                         | 旧区域1 |
| 第47回衆議院議員総選挙   | 2014年 | 石田真敏 | 自由民主党 |                         | 旧区域2 |
| 第48回衆議院議員総選挙   | 2017年 | 石田真敏 | 自由民主党 |                         | 旧区域2 |
| 第49回衆議院議員総選挙   | 2021年 | 石田真敏 | 自由民主党 |                         | 旧区域2 |
| 第50回衆議院議員総選挙   | 2024年 | 世耕弘成 | 無所属     |                         |         |

## 選挙結果
時の内閣：第1次石破内閣 解散日：2024年10月9日 公示日：2024年10月15日
当日有権者数：37万8558人 最終投票率：62.71%（前回比：4.77%） （全国投票率：53.85%（2.08%））
| 当落 | 候補者名 | 年齢 | 所属党派   | 新旧 | 得票数    | 得票率 | 惜敗率 | 推薦・支持 | 重複 |
| ---- | -------- | ---- | ---------- | ---- | --------- | ------ | ------ | ---------- | ---- |
| 当   | 世耕弘成 | 61   | 無所属     | 新   | 101,739票 | 44.02% | ――     |            | ×    |
|      | 二階伸康 | 46   | 自由民主党 | 新   | 71,114票  | 30.77% | 69.90% |            | ○    |
|      | 新古祐子 | 52   | 立憲民主党 | 新   | 33,147票  | 14.34% | 32.58% |            | ○    |
|      | 楠本文郎 | 70   | 日本共産党 | 新   | 19,062票  | 8.25%  | 18.74% |            |      |
|      | 高橋秀彰 | 42   | 鼎立の党   | 新   | 6,033票   | 2.61%  | 5.93%  |            |      |

- 二階は第27回参議院議員通常選挙に和歌山県選挙区から立候補したが落選。

時の内閣：第1次岸田内閣 解散日：2021年10月14日 公示日：2021年10月19日
当日有権者数：24万2858人 最終投票率：57.94%（前回比：5.05%） （全国投票率：55.93%（2.25%））
| 当落 | 候補者名 | 年齢 | 所属党派                             | 新旧 | 得票数   | 得票率 | 惜敗率 | 推薦・支持 | 重複 |
| ---- | -------- | ---- | ------------------------------------ | ---- | -------- | ------ | ------ | ---------- | ---- |
| 当   | 石田真敏 | 69   | 自由民主党                           | 前   | 79,365票 | 57.74% | ――     | 公明党推薦 | ○    |
|      | 藤井幹雄 | 60   | 立憲民主党                           | 新   | 35,654票 | 25.94% | 44.92% |            | ○    |
|      | 所順子   | 72   | 日本維新の会                         | 新   | 19,735票 | 14.36% | 24.87% |            | ○    |
|      | 遠西愛美 | 37   | NHKと裁判してる党 弁護士法72条違反で | 新   | 2,700票  | 1.96%  | 3.40%  |            |      |

- 石田は第50回衆議院議員総選挙に比例近畿ブロックから立候補し当選。

時の内閣：第3次安倍第3次改造内閣 解散日：2017年9月28日 公示日：2017年10月10日
当日有権者数：25万2354人 最終投票率：52.89%（前回比：1.49%） （全国投票率：53.68%（1.02%））
| 当落 | 候補者名 | 年齢 | 所属党派     | 新旧 | 得票数   | 得票率 | 惜敗率 | 推薦・支持                 | 重複 |
| ---- | -------- | ---- | ------------ | ---- | -------- | ------ | ------ | -------------------------- | ---- |
| 当   | 石田真敏 | 65   | 自由民主党   | 前   | 75,772票 | 58.35% | ――     | 公明党推薦                 | ○    |
|      | 坂田隆徳 | 38   | 希望の党     | 新   | 21,395票 | 16.48% | 28.24% |                            | ○    |
|      | 下村雅洋 | 62   | 日本共産党   | 新   | 16,520票 | 12.72% | 21.80% | 社会民主党和歌山県連合支持 |      |
|      | 栄隆則   | 53   | 日本維新の会 | 新   | 16,175票 | 12.46% | 21.35% |                            | ○    |

- 阪口は岐阜3区に国替え。

時の内閣：第2次安倍改造内閣 解散日：2014年11月21日 公示日：2014年12月2日
当日有権者数：25万2386人 最終投票率：51.40%（前回比：10.59%） （全国投票率：52.66%（6.66%））
| 当落 | 候補者名 | 年齢 | 所属党派   | 新旧 | 得票数   | 得票率 | 惜敗率 | 推薦・支持 | 重複 |
| ---- | -------- | ---- | ---------- | ---- | -------- | ------ | ------ | ---------- | ---- |
| 当   | 石田真敏 | 62   | 自由民主党 | 前   | 71,167票 | 56.31% | ――     | 公明党推薦 | ○    |
|      | 阪口直人 | 51   | 維新の党   | 前   | 39,799票 | 31.49% | 55.92% |            | ○    |
|      | 富岡清彦 | 52   | 日本共産党 | 新   | 15,415票 | 12.20% | 21.66% |            |      |

時の内閣：野田第3次改造内閣 解散日：2012年11月16日 公示日：2012年12月4日
当日有権者数：22万9965人 最終投票率：61.99%（前回比：10.13%） （全国投票率：59.32%（9.96%））
| 当落 | 候補者名 | 年齢 | 所属党派     | 新旧 | 得票数   | 得票率 | 惜敗率 | 推薦・支持     | 重複 |
| ---- | -------- | ---- | ------------ | ---- | -------- | ------ | ------ | -------------- | ---- |
| 当   | 石田真敏 | 60   | 自由民主党   | 前   | 72,957票 | 52.65% | ――     | 公明党推薦     | ○    |
| 比当 | 阪口直人 | 49   | 日本維新の会 | 前   | 36,110票 | 26.06% | 49.49% | みんなの党推薦 | ○    |
|      | 坂口親宏 | 52   | 民主党       | 新   | 17,567票 | 12.68% | 24.08% |                | ○    |
|      | 吉田雅哉 | 37   | 日本共産党   | 新   | 11,942票 | 8.62%  | 16.37% |                |      |

時の内閣：麻生内閣 解散日：2009年7月21日 公示日：2009年8月18日
当日有権者数：23万3384人 最終投票率：72.12%（前回比：0.87%） （全国投票率：69.28%（1.77%））
| 当落 | 候補者名   | 年齢 | 所属党派   | 新旧 | 得票数   | 得票率 | 惜敗率 | 推薦・支持 | 重複 |
| ---- | ---------- | ---- | ---------- | ---- | -------- | ------ | ------ | ---------- | ---- |
| 当   | 阪口直人   | 46   | 民主党     | 新   | 90,134票 | 54.77% | ――     |            | ○    |
| 比当 | 石田真敏   | 57   | 自由民主党 | 前   | 71,343票 | 43.35% | 79.15% |            | ○    |
|      | 久保美也子 | 48   | 幸福実現党 | 新   | 3,089票  | 1.88%  | 3.43%  |            |      |

- 阪口は第44回まで神奈川17区で活動していた。

時の内閣：第2次小泉改造内閣 解散日：2005年8月8日 公示日：2005年8月30日
当日有権者数：23万6185人 最終投票率：71.25%（前回比：5.29%） （全国投票率：67.51%（7.65%））
| 当落 | 候補者名 | 年齢 | 所属党派   | 新旧 | 得票数   | 得票率 | 惜敗率 | 推薦・支持 | 重複 |
| ---- | -------- | ---- | ---------- | ---- | -------- | ------ | ------ | ---------- | ---- |
| 当   | 石田真敏 | 53   | 自由民主党 | 前   | 88,915票 | 54.07% | ――     |            | ○    |
|      | 岸本健   | 35   | 民主党     | 前   | 62,499票 | 38.01% | 70.29% |            | ○    |
|      | 下村雅洋 | 50   | 日本共産党 | 新   | 13,027票 | 7.92%  | 14.65% |            |      |

- 岸本は2007年、和歌山県議会議員選挙に立候補し当選（以降連続4期当選）。2022年2月、紀の川市長選挙に立候補し当選。

時の内閣：第1次小泉第2次改造内閣 解散日：2003年10月10日 公示日：2003年10月28日
当日有権者数：23万6169人 最終投票率：65.96%（前回比：3.47%） （全国投票率：59.86%（2.63%））
| 当落 | 候補者名 | 年齢 | 所属党派   | 新旧 | 得票数   | 得票率 | 惜敗率 | 推薦・支持 | 重複 |
| ---- | -------- | ---- | ---------- | ---- | -------- | ------ | ------ | ---------- | ---- |
| 当   | 石田真敏 | 51   | 自由民主党 | 前   | 77,102票 | 50.97% | ――     |            | ○    |
| 比当 | 岸本健   | 33   | 民主党     | 新   | 63,145票 | 41.74% | 81.90% |            | ○    |
|      | 古倉伸二 | 62   | 日本共産党 | 新   | 11,020票 | 7.29%  | 14.29% |            |      |

当日有権者数：235,618人　最終投票率：62.49%

| 当落 | 候補者名 | 年齢 | 所属党派   | 新旧 | 得票数   | 得票率 | 推薦・支持            |
| ---- | -------- | ---- | ---------- | ---- | -------- | ------ | --------------------- |
| 当   | 石田真敏 | 50   | 自由民主党 | 新   | 71,631票 | 49.36% | 公明党・保守新党 推薦 |
|      | 岸本健   | 31   | 無所属     | 新   | 60,398票 | 41.62% |                       |
|      | 奥村規子 | 50   | 日本共産党 | 新   | 13,094票 | 9.02%  |                       |

時の内閣：第1次森内閣 解散日：2000年6月2日 公示日：2000年6月13日
当日有権者数：23万4713人 最終投票率：63.76%（前回比：0.97%） （全国投票率：62.49%（2.84%））
| 当落 | 候補者名 | 年齢 | 所属党派   | 新旧 | 得票数   | 得票率 | 惜敗率 | 推薦・支持 | 重複 |
| ---- | -------- | ---- | ---------- | ---- | -------- | ------ | ------ | ---------- | ---- |
| 当   | 岸本光造 | 59   | 自由民主党 | 前   | 83,419票 | 58.48% | ――     |            | ○    |
|      | 木村文則 | 42   | 民主党     | 新   | 38,156票 | 26.75% | 45.74% |            | ○    |
|      | 吉田小雪 | 56   | 日本共産党 | 新   | 19,209票 | 13.47% | 23.03% |            |      |
|      | 小松由紀 | 57   | 自由連合   | 新   | 1,870票  | 1.31%  | 2.24%  |            |      |

時の内閣：第1次橋本内閣 解散日：1996年9月27日 公示日：1996年10月8日
当日有権者数：22万8895人 最終投票率：64.73% （全国投票率：59.65%（8.11%））
| 当落 | 候補者名 | 年齢 | 所属党派   | 新旧 | 得票数   | 得票率 | 惜敗率 | 推薦・支持 | 重複 |
| ---- | -------- | ---- | ---------- | ---- | -------- | ------ | ------ | ---------- | ---- |
| 当   | 岸本光造 | 55   | 自由民主党 | 前   | 74,734票 | 52.47% | ――     |            | ○    |
|      | 鶴保庸介 | 29   | 新進党     | 新   | 48,048票 | 33.74% | 64.29% |            |      |
|      | 吉田小雪 | 52   | 日本共産党 | 新   | 19,637票 | 13.79% | 26.28% |            |      |

- 鶴保は第18回参議院議員通常選挙に立候補し、当選。